# Dina Moscú
El club deportivo de la Casa Imperial Rusa Dina Moscú (en ruso: Императорский спортивный club en ruso: «Дина» Москва) es un club de fútbol sala profesional ruso de Moscú. El equipo fue fundado el 22 de agosto de 1991. El Dina juega en la Super Liga Rusa, la primera división del fútbol sala profesional de Rusia. 
El Dina fue el equipo ruso más poderoso de la década de 1990 (ganó todos los campeonatos de la CEI y Rusia), así como uno de los clubes más fuertes del mundo, ganando tres Campeonatos de Europa de Clubes y una Copa Intercontinental. Los jugadores del Dina fueron miembros básicos de la Selección Rusa que ganó el Campeonato de Europa de 1999.

## Historia

### Rusia
En 1991 Sergey Kozlov, un empresario de Moscú, financió el Campeonato de fútbol sala de la URSS. Apasionado por este tipo de deporte, que era nuevo para el país, poco tiempo después Kozlov fundó su propio equipo de fútbol sala. El Dina recibió su nombre por la esposa de Kozlov. Ya en la primera temporada ganó el Campeonato de fútbol sala de la CEI. Un año después no sólo se repitió el éxito del equipo principal sino se añadieron las medallas de plata ganadas por el Dina-MAB. Es el equipo juvenil del Dina entrenado por Mijaíl Bondarev. Este especialista fue el entrenador principal del Dina en la siguiente temporada, en la cual el equipo volvió a ganar. De temporada a temporada el Dina llegaba a ser el campeón, sólo en 2001 el Sparták Moscú rompió su hegemonía. Hasta aquel tiempo el Dina había ganado nueve veces los campeonatos nacionales y siete veces la copa.
Durante muchos años los jugadores del Dina fueron miembros básicos de la Selección Rusa de fútbol sala. "Edad de oro" del equipo se asocia con el nombre de Konstantin Eremenko, quien es el máximo goleador en la historia de la Selección rusa y los campeonatos nacionales. Cuando en 1999 Rusia triumfó en el Campeonato europeo de fútbol sala, en su equipo había 11 jugadores del Dina.
En el siglo nuevo no logró ni un trofeo. De los éxitos relativos se puede notar la victoria en el Campeonato regular (2001/02), medallas de plata (2003/04) y salida a la final de la Copa de Rusia en 2001 y 2002.
En la temporada 2009/10 el Dina mostró el peor resultado en su historia, ocupando el noveno lugar. En la segunda mitad de la temporada Miguel Andrés Moreno, español, llegó a ser el entrenador principal del equipo. Él empezó a preparar al equipo para la temporada siguiente. En la intertemporada al Dina entró Marcelo, español, quien fue el primer campeón del mundo entre los miembros. A pesar de tal adquisición, en la temporada 2010/11 el Dina mostró un resultado aún peor, ocupando el lugar penúltimo (décimo) en el campeonato.
El Presidente del Dina, Sergey Kozlov pidió a la Gran Duquesa María Vladímirovna, quien vive en Madrid, el permiso de nombrar al Dina "el club de la Casa Imperial Rusa". En 2012 su petición fue atendida.
En el campeonato regular 2013/2014 el Dina ocupó el tercer lugar y salió a la eliminatoria. En los partidos de eliminación directa el equipo de Andrey Yudin venció al Sinara Ekaterimburgo, Sibiryak de Novosibirsk y Gazprom-Ugra. De esa manera el Dina volvió a ser el campeón nacional después de 14 años.

### Campeonatos internacionales
El Dina debutó en el Campeonato de Europa de Clubes de fútbol sala en 1994. Al ganar al Torrino italiano y perder a Uspinyak croato, el equipo de Moscú no logró salir a la final. No obstante, lo logró al año siguiente, y en el encuentro decisivo venció al Maspalomas Sol Europa español. Sin repitir su éxito al año siguiente, ganó el torneo de 1997, venciendo al BNL Calcetto italiano. En 1998 el Dina perdió al CLM Talavera español en la final, pero al año siguiente llegó a ser el campeón por la tercera vez, ganando al Laccio italiano. No se aumentó la cantidad de los títulos durante dos campeonatos siguientes. En 2001 en vez del Campeonato de Europa de clubes llegó La Copa de la UEFA de fútbol sala, en la cual el Dina no ha pasado.
La administración del Dina organizó la Copa Intercontinental de fútbol sala cinco veces. Se disputaron en Moscú de 1997 a 2001. El Dina logró festejar la victoria sólo en la primera de ellas, cuando ganó al Inter/Ulbra brasileño. Tres veces más salió a la final, pero perdió a los clubes brasileños, al Atlético Mineiro en el año 1998 y al Ulbra en los años 1999 y 2001.

## Participaciones en los campeonatos nacionales
thumb|250px|Чемпионский состав в сезоне 1992-93
| Temporada | Liga                        | Lugar ocupado                                             |
| --------- | --------------------------- | --------------------------------------------------------- |
| 1992      | Liga Superior de la CEI (I) | 1                                                         |
| 1992/1993 | Liga Superior (I)           | 1                                                         |
| 1993/1994 | Liga Superior (I)           | 1                                                         |
| 1994/1995 | Liga Superior (I)           | 1                                                         |
| 1995/1996 | Liga Superior (I)           | 1                                                         |
| 1996/1997 | Liga Superior (I)           | 1                                                         |
| 1997/1998 | Liga Superior (I)           | 1                                                         |
| 1998/1999 | Liga Superior (I)           | 1                                                         |
| 1999/2000 | Liga Superior (I)           | 1                                                         |
| 2000/2001 | Liga Superior (I)           | 4                                                         |
| 2001/2002 | Liga Superior (I)           | (cuarto de final (primer lugar en el campeonato regular)) |
| 2002/2003 | Liga Superior (I)           | (cuarto de final (primer lugar en el campeonato regular)) |
| 2003/2004 | Liga Superior (I)           | 2                                                         |
| 2004/2005 | Liga Superior (I)           | 4                                                         |
| 2005/2006 | Liga Superior (I)           | 8                                                         |
| 2006/2007 | Liga Superior (I)           | 4                                                         |
| 2007/2008 | Liga Superior (I)           | 6                                                         |
| 2008/2009 | Liga Superior (I)           | 7                                                         |
| 2009/2010 | Liga Superior (I)           | 9                                                         |
| 2010/2011 | Liga Superior (I)           | 10                                                        |
| 2011/2012 | Liga Superior (I)           | (cuarto de final (octavo lugar en el campeonato regular)) |
| 2012/2013 | Liga Superior (I)           | (cuarto de final (cuarto lugar en el campeonato regular)) |
| 2013/2014 | Liga Superior (I)           | 1 (tercer lugar en el campeonato regular)                 |

## Jugadores

### Jugadores notables
•	  Marat Abyanov
•	  Temur Alekberov
•	  Alexandr Levin
•	  Mijail Markin
•	  Arkady Belyj
•	  Maxim Bodrenko
•	  Aleksandr Veriznikov
•	  Vyacheslav Vladyushenkov
•	  Dmitriy Gorin
•	  Oleg Denisov
•	  Igor Dolgarev
•	  Konstantin Dushkevich
•	  Konstantin Eremenko
•	  Igor Efremov
•	  Nail Zakerov
•	  Sergey Koridze
•	  Sergey Koshug
•	  Boris Kupetskov
•	  Pavel Stepanov
•	  Yuriy Maslakov
•	  Sergey Ponomarev
•	  Roman Putintsev
•	  Ilya Samokhin
•	  Oleg Solodovnik
•	  Alexey Stepanov
•	  Roman Sultanov
•	  Andrey Tkachuk
•	  Dmitriy Chugunov
•	  Boris Chukhlov
•	  Alexandr Fukin
•	  Nikolay Shiroshenkov
•	  Andrey Yudin
•	  Ivan Yakimov

## Palmarés
- Campeón de Europa de clubes (3): 1995, 1997, 1999
- Copa Intercontinental: 1997
- Campeón de la CEI: 1992
- Campeón de Superliga Rusa (9): 1993, 1994, 1995, 1996, 1997, 1998, 1999, 2000, 2014
- Copa de Rusia (8): 1992, 1993, 1995, 1996, 1997, 1998, 1999, 2017
- Copa de la Liga Superior (2): 1993, 1995